# یوهان کریستین شوخ

یوهان کریستین شوخ

'یوهان کریستین شوخ (به آلمانی:Johann Christian Schuch ؛ ۱۷۵۲ -۱۸۱۳) یک معمار و طراح باغ آلمانی-لهستانی اهل درسدن بود.